# Панчо Вілья
Хосе́ Дороте́о Ара́нго Ара́мбула (ісп. José Doroteo Arango Arámbula; більш відомий під псевдонімом Франсі́ско Ві́лья, ісп. Francisco Villa або під бойовим псевдо Па́нчо Ві́лья, ісп. Pancho Villa; 5 червня 1878, Асієнда де Ріо Гранде, Дуранго, Мексика — 20 липня 1923, Ідальго-дель-Парраль, Чіуауа) — один із лідерів Мексиканської революції, національний герой Мексики.

## Біографія

### Ранні роки
Народився в бідній селянській родині, рано осиротів. У помсту за зґвалтування своєї сестри, 15-річний Вілья вбив одного з власників маєтку, де він працював, вкрав коня і був згодом змушений бігти в гори, де провів 6 років в бігах, приєднавшись до групи розбійників, яку очолював відомий в регіоні бандит Ігнасіо Парра.

### Розбійна діяльність
У 1902 році поліція заарештувала Панчо за крадіжку мулів і за розбійний напад. Через його зв'язки з місцевим багатієм Пабло Валенсуела, який імовірно був одержувачем товарів, вкрадених Вілья, Панчо замінили смертний вирок, який іноді накладали на захоплених бандитів, на примусове зарахування до федеральної армії, яке часто застосовували на той час. Кілька місяців по тому, він дезертував і втік до штату Чіуауа. Через певний час він почав грабувати банки і забирати кошти від багатих, роздаючи велику частку їх бідним, через що швидко став популярним серед бідноти. У 1903 році він застрелив офіцера і вкрав його коня. Через необхідність приховати своє справжнє ім'я від поліції він відтоді називався «Франсіско Вілья», а згодом, й «Панчо Вілья». «Вілья» було взято начебто на честь його діда по батьківській лінії або було раніше ім'ям іншого бандита. Він був також відомий своїм друзям, як «Ла Кукарача» («Тарган»).
До 1910 року Вілья чергував епізоди крадіжок та розбоїв з більш легітимними заняттями.

### Революційна діяльність
У 1910 році Вілья приєднався до повстання Франсіско Мадеро проти диктатора Мексики Порфіріо Діаса. Під час повстання, Вілья, який не мав формально освіти, але навчився читати і писати, показав свої таланти як солдат і організатор. Усе це разом з глибоким знанням місцевості та народів на півночі Мексики призвело до того, що Мадеро віддав навчених солдатів під його командування. Вілья вдало провів декілька боїв, зокрема, захопив цілий потяг з федеральними військами, потім місто Сан-Андреас. Після успіху революції Вілья залишився в нерегулярній армії. Мадеро послав Вілью розібратися з опозиційними йому анархо-синдикалістами, які чинили опір. Панчо блискуче виконав це завдання, за що Мадеро надав йому чин полковника. У 1911 році бої на півночі Мексики могли викликати реакцію з боку США та дати їм підставу для інтервенції до Мексики. Тому Мадеро наказав Вільї зняти блокаду прикордонного міста Сьюдад-Хуарес, але Вілья не виконав цього наказу, натомість взяв це місто через 2 дні облоги. Зрештою Діас пішов у відставку 25 травня 1911 року, революція перемогла, а Мадеро став повноправним президентом.
Протягом свого життя, Вілью ніколи не турбували звичайні домовленості, які існують у сімейному житті, і він уклав контракт декілька шлюбів, не шукаючи скасування їх або розлучення. Саме так 29 травня 1911 року Вілья одружився з Марією Луз Коррал, яку описували як найбільш говірливу серед численних його дружин. Після смерті Вільї його шлюб з Марією двічі оскаржували в суді як незаконний і двічі суд робив висновок. що він є законним. У Вільї та Марії було одна дитина, дочка, яка померла ще малою. Окрім шлюбу з Марією Панчо мав довгострокові відносини з декількома жінками. З Аустребертою Рентерією він мав двох синів, Франсіско та Іпполіто. З Мануелою Касас він мав сина, а з Хуаною Торрес, на якій одружився 1913 року, мав дочку.

### Боротьба проти Ороско
Однак Мадеро виявився поганим політиком — він зробив прихильника Діаса Венустіано Каррансу військовим міністром, що не схвалював Вілья. Мадеро настроїв колишнього товариша Панчо, Паскуаля Ороско, на бунт проти влади.
1912 року під час контрреволюційного повстання Ороско Вілья на прохання губернатора Чіуауа Абрагама Гонсалеса сформував кавалерійський загін, що брав участь у придушенні бунту разом із урядовими військами. Хоча Ороско запропонував Вілья приєднатися до нього, Панчо цього не зробив. Він спочатку з 400 кавалеристами захопив Ідальго-дель-Парралі, а після об'єднався з федеральними військами на чолі з генералом Хосе Вікторіано Уерта. Вілья організував Північну дивізію, що діяла в Чіуауа та Коавілі.

### Боротьба проти Уерти (1913—1914 роки)
Уерта спочатку цінував Вілью і прагнув повернути його під своїм контролем, зробивши Панчо почесним бригадним генералом у федеральній армії, але Вілья не схотів стати лояльним Уерті. Уерта став дискредитувати Панчо, звинувативши його в крадіжці прекрасного коня і привселюдно назвав бандитом. Вілья вдарив Уерту, який одразу заарештував Панчо за непокору і крадіжки. Вілья мав бути розстріляний, тому він звернувся до генералів Еміліо і Рауля Мадеро, братів президента. Їх втручання затримало виконання вироку, поки президент не зміг зв'язатися по телеграфу і наказати Уерті пощадити Вілью, але дав згоду на його ув'язнення.
Але Вілья втік з в'язниці на різдво 1912 року та подався до Сполучених Штатів Америки. Він намагався попередити Мадеро про планований Уертою заколот, але це йому не вдалося. Мадеро вбили у лютому 1913 року, в країні запанував режим Уерти, який захопив верховну владу. Вілья повернувся з декількома вірними йому людьми до Мексики у квітні 1913 року і швидко сформував військовий загін з декількох тисяч вояків. Відтоді його ще називали «Кентавр з півночі» за його неперевершене вміння триматися верхи.
Уерта наказав вбити губернатора Чіуауа Абрагама Гонсалеса, який був другом Вільї, і розкидати його останки по різних місцях. А згодом почав широкий наступ на сили Панчо. Але Уерта зіштовхнувся із спротивом Сапати, який не виступив проти Вільї. Суперник Вільї, губернатор Коауїли також не став вести бойові дії проти Панчо і виступив проти Уерти. Об'єднавши свої сили з такими Венустіано Карранси, Панчо разом з ним, а також іншими політиками, що до них приєдналися, повстали проти все більш репресивного і неефективного режиму Уерти. Вони створили рух проти Уерти під назвою Конституційна армія Мексики (ісп. Ejército Constitucionalista de México).
Період 1913—1914 років був часом найбільшої міжнародної популярності Вільї і його військово-політичного успіху. Вілья продемонстрував знову свої військові таланти, вигравши кілька битв. Він долучив до своєї діяльності багато талановитих офіцерів і солдат. Вілья одержав багато коштів для революції через експропріації у можновладців та просто грабуючи потяги, які перевозили гроші. Так він забрав з одного потягу 122 злитки срібла компанії «Wells Fargo», вимагаючи в неї викупити їх за готівку. Відомий американський журналіст і письменник-фантаст Амброз Бірс, який надалі таємниче зник в Мексиці, супроводжував армію Вільї в цей період і став свідком битви при Тьєрра Бланка, описав її. Вілья вважав цю битву, яка тривала протягом 23-24 листопада 1913 року, своєю найвидовищнішою перемогою. Американський журналіст Джон Рід провів з Вільєю 4 місяці та описав яскраво не тільки самого Панчо та його біографію, але й його вояків, жінок, їхні щоденні вчинки, побут, тощо. Прочитавши такі описи, президент США Вудро Вільсон відгукнувся на діяльність Вільї так:
| Це свого роду Робін Гуд, який провів багате подіями життя, грабуючи багатих, щоб віддати бідним. Він навіть в якийсь момент тримав м'ясну лавку з метою розподілу бідним доходів від продажу вкраденої ним численної худоби. |
Вілья був блискучим тактиком на полі бою, що відзначилось й на його політичній підтримці. У грудні 1913 року місцеві військові командири обрали його тимчасовим губернатором  штату Чіуауа проти бажання Карранси. Панчо добре організував губернаторські обов'язки, долучивши до виконання завдань багатьох свої командирів. Вілья вивчав тактику американської армії, що допомогло йому у військових діях. Разом з тим він підписав контракт із Голлівудом, надавши йому ексклюзивні права на зйомки усіх його дій, при цьому половина коштів відраховувалась на підтримку революції. Як губернатор Чіуауа, Вілья надрукував свою власну валюту і постановив, що вона може бути продана і має бути прийнята за номіналом на рівні з золотими мексиканськими песо. Його авторитет у той час був настільки високим, що банки в Ель-Пасо, штат Техас, прийняли його паперові песо за номіналом. Він змусив багатьох, багатіїв дати кредити для фінансування революційної війни. Вілья конфіскував золото у кількох банках, а у банку «Мінеро» він тримав члена сім'ї, що володіла цим банком, як заручника, поки не було виявлено місце знаходження прихованих золотих запасів банку. Він також захопив земельні ділянки, що належали багатим гасієндадос, і віддав їх вдовам і сім'ям загиблих революціонерів.
З такою великою кількістю джерел отримання грошей, Вілья розширив і модернізував свої військові сили, придбав артилерію, тяглову худобу, кавалерійських коней, зброю, боєприпаси, мобільні засоби для військової медицини (залізничні вагони і машини швидкої допомоги). Панчо укомплектував їх мексиканськими та іноземними лікарями-добровольцями, зробивши службу, відому як ісп. Servicio Sanitario. Йому вдалося відновити залізницю на південь від міста Чіауау. Він також створив велику військову одиницю, відому як знаменитий «Дивізіон-дель-Норте» (з іспанської мови — дивізія півночі), яку боялися військові частини регулярної армії. Потужна залізниця дала можливість Вільї перевезти війська і артилерію на південь, де він переміг сили федеральної армії в ряді битв при Гомес Паласіо, Торреоні, та, в кінцевому підсумку, в самому серці режиму Уерти в штаті Сакатекас. Хоча Карранса ультимативно наказав Вільї не лізти в Сакатекас, але той після деяких вагань атакував це місто, яке було джерелом поставок федеральній владі великої частки срібла і, також, мало стратегічну залізничну станцію. Вілья повів «Дивізіон-дель-Норте» в атаку вверх по крутих схилах, загубив багато своїх вояків вбитими і пораненими, але зрештою розбив федеральні війська і взяв місто. Битва за Сакатекас була найкровопролитнішою серед таких під час революції, з обох боків загинуло близько 7 тисяч і було поранено до 5 тисяч, тоді як кількість загиблого мирного населення достеменна невідома. Перемога Вільї зламала хребет режиму Уерти, останній втік з країни 14 липня 1914 року, федеральна армія повністю розвалилася. Карранса попереду Вільї увійшов у серпні 1914 року до Мехіко.

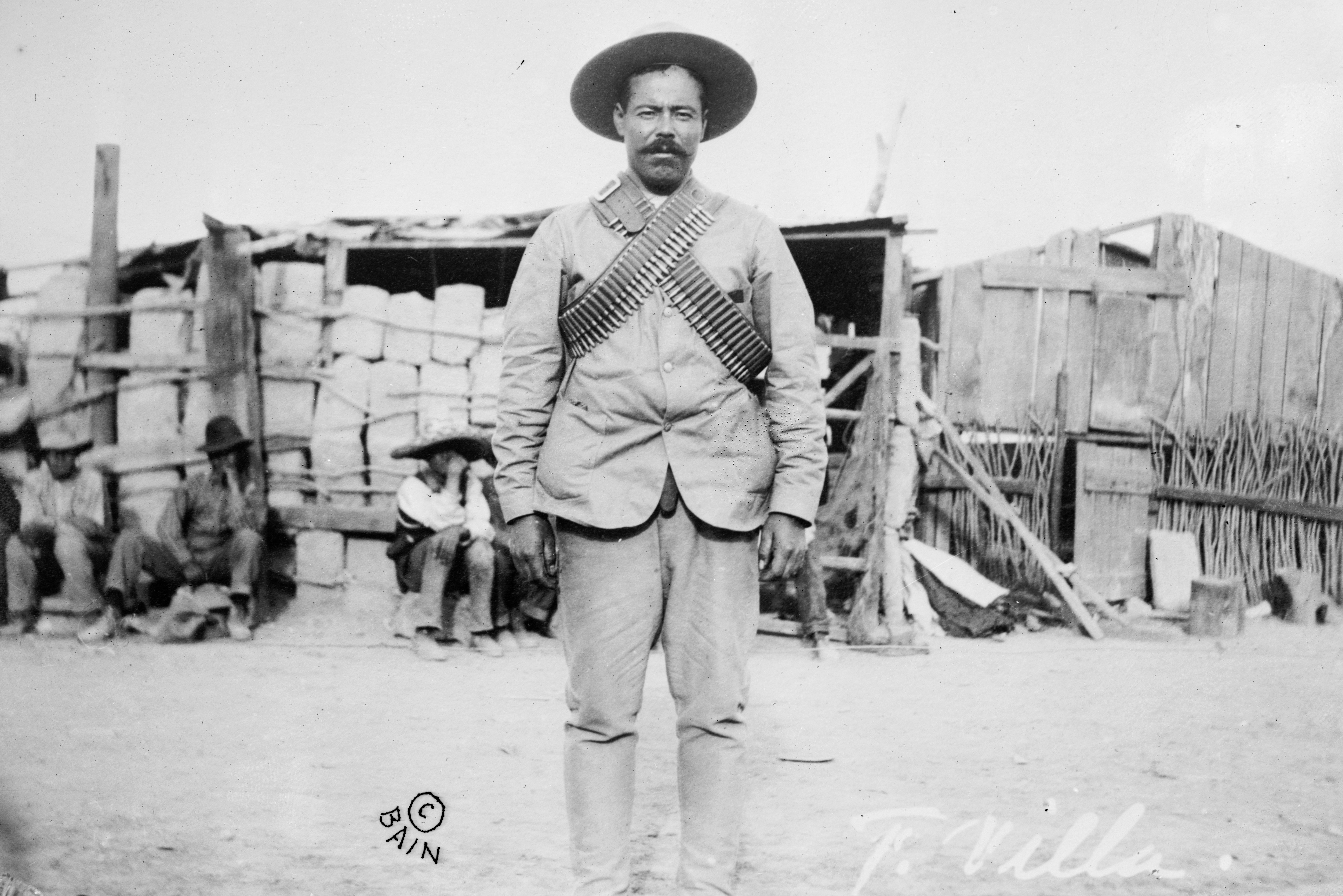
Панчо Вілья під час боїв 1912 року.
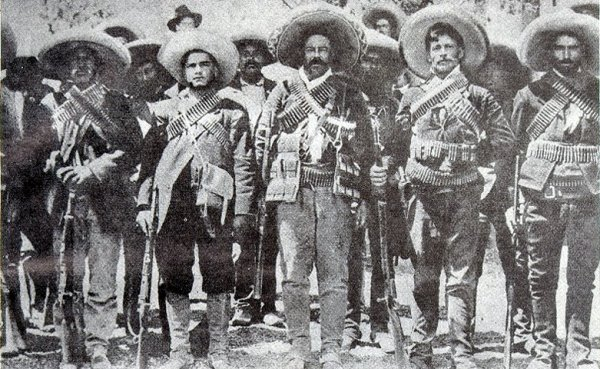
Панчо Вілья з іншими генералами Мексиканської революції (1914 рік).
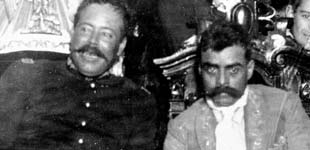
Двоє національних героїв Мексики — Панчо Вілья та Еміліано Сапата.
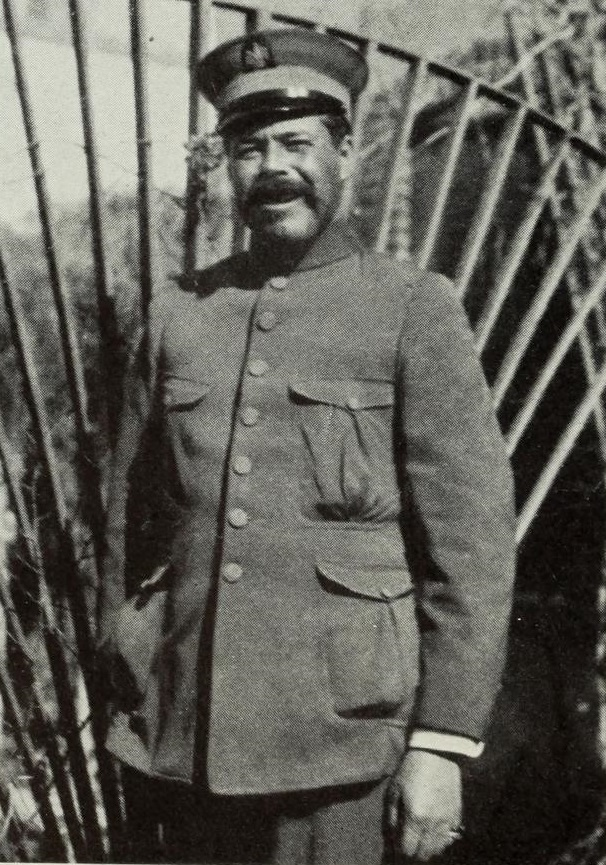
Панчо Вілья у військовій уніформі (після 1914 року).

### Боротьба з Каррансою
Недовіра і суперництво між керівниками революції була очевидною, тому була скликана спеціальна конференція, яка ухвалила рішення про те, що жодний з керівників не має права зайняти державні пости й оголосила тимчасовим президентом країни Еулаліо Гуттієреса. Проте Карранса, який чекав, що саме його оголосять першим, виступив проти цього. Вілья, який тоді познайомився з іншим керівником революції Еміліано Сапатою, прийшли згоди, що Карранса не має права бути президентом через його явно диктаторські амбіції. Карранса і його прихильник Альваро Обрегон відступили до Веракрусу, залишивши Вілія і Сапату у Мехіко. Хоча Вілья мав більш грізну армію, яка продемонструвала свій блиск у битві проти федеральної армії, Обрегон з Каррансою були кращими тактиками. Зокрема. вони використали мексиканську пресу, щоб зобразити Вілью соціопатичним бандитом і підірвати його позиції в США. Наприкінці 1914 року Вільї було завдано додаткового удару, коли помер від тифу один з його найталановитіших генералів Торібіо Ортега.
У той час як сили Вільї і Сапати займали Мехіко, Карранса зберіг контроль над двома ключовими мексиканськими штатами, Веракрус і Тамауліпас, де розташовані два найбільші порти Мексики. Каррансі вдалося зібрати більше коштів, ніж Вільї. У 1915 році Вілья, після кількох поразок від Карранси у ряді битв, був змушений покинути Мехіко. Столицю одразу захопили Карранса і його послідовники. Обрегон завдав Вільї нищівної поразки біля Селайя протягом 6-15 квітня 1915 року, коли війська Вільї-Сапати втратили 4 тисячі вбитими, а 6 тисяч потрапили в полон. Протягом 29 квітня-5 червня 1915 року Обрегон завдав військами Вільї ще більшої поразки під Тринідадом. У жовтні 1915 року Вілья спробував захопити головний оплот Карранси — Сонору, але був знову розбитий. Багато його вояків загинули, велика кількість сприйняли амністію Карранси та склали зброю. «Дивізіон-дель-Норте» припинив своє існування.
Вілья лише з 200 прихильниками відступив у гори на півночі Мексики. Вілья відчув себе кинутим американською владою, розлючений тим, що США визнали уряд Карранси, відмовились продати йому зброю, одного разу надали дефектні патрони і, також, надали Обрегону прожектори, які допомогли йому відбити одну з нічних атак Вільї. Для того, щоб продемонструвати, що Карранса не контролює певні регіони, люди Вільї в січні 1916 року напали на поїзд біля Санта-Ісабелі, штат Чіуауа. При цьому вони вбили 17 працівників американської кампанії, яка обслуговувала залізницю. Лише один американець вижив та розповів про цей напад. Вілья надалі заперечував той факт, що віддав наказ саме вбити, а лише розпорядився захопити поїзд. Два місяці по тому Вілья перетнув із загоном кордон США і напав на поселення Коламбус, штат Нью-Мексико. Вони напали на загін 13-го кавалерійського полку американської армії, спалили місто, захопили 100 коней і мулів та інших військових знарядь. 18 американців і близько 80 вояків Вільї були вбиті. Були й інші атаки на території США, які нібито здійснив Вілья, але жодних документальних підтверджень цьому немає. Ймовірно, Вілья мав за мету спровокувати інтервенцію США до Мексики, аби полегшити, таким чином, боротьбу з Каррансою. І він свого добився — президент США Вудро Вільсон послав у цей регіон військову експедицію під командою генерала Джона Першинга. Американська армія вперше використала у цій експедиції літаки та вантажні автомобілі. Однак підтримка Вільї місцевими жителями і чудове знання його місцевості на півночі Мексики, як і неприязнь мексиканського уряду до присутності Першинга на мексиканській землі стали на заваді захопити Панчо. У лютому 1917 року американська армія, якій так і не вдалося знайти і покарати Вілью, відступила. Підозрювали, що Вільї надавала діяльну допомогу влада Німеччини, у нього з'явились гвинтівки і пістолети німецького виробництва, але письмових доказів цього співробітництва не знайдено.

### Відхід від революційної діяльності та загибель
Після 1917 року Карранса перестав вважати Вілью серйозною загрозою для себе та перемкнув свою увагу на Сапату, який набрав сили на півдні Мексики. Панчо зробив невдалу спробу захопити Сьюдад-Хуарес та Асенсьйон. під час останнього бою загинув давній друг Вільї Мартін Лопес. Вілья вирішив припинити військову боротьбу.
21 травня 1920 року прихильниками Обрегона був вбитий Карранса. 22 липня 1920 року Вілья послав телеграму тимчасовому мексиканському президенту Адольфо де ла Уерті та через 6 днів зустрівся з ним та швидко уклав мирну амністійну угоду, після чого відійшов від революційної боротьби. Йому надали фазенду у 25 тисяч акрів, яку він перетворив на «військову колонію» для своїх колишніх солдатів. які отримували велику пенсію від влади. Йому дозволили залишити 50 кіннотників, які стали його особистою охороною.
З наближенням президентських виборів 1923 року Вілья зробив спробу повернення до політичного життя. Скоріше за все, саме через це 20 липня 1923 року його застрелили у власному автомобілі в місті Ідальго-дель-Парралі, коли він їхав, після того, як отримав у банку золото для оплати праці своїх фазендейрос. Коли він проїздив повз місцеву школу, звідти вибіг чоловік, який прокричав: «Віва Вілья!». Це був сигнал для вбивць, семеро їх вискочили із засідки та випустили по автомобілю більше 40 розривних куль. Вілья отримав декілька з них у голову та груди, помер миттєво.Зазвичай його супроводжувала численна охорона, але цього разу з ним їхало лише п'ятеро, 4 з них загинули разом з Вілья. Один з охоронників був тяжко поранений, встиг вбити одного з нападників, надалі вижив. На той момент в місті не працював телеграф, як вважають, для того, аби не спричинити повстання однодумців Вільї після його вбивства. Вілью наступного дня після вбивства поховали у місті Чіуауа в мавзолеї. На церемонії були присутні тисячі людей, 3 жінки Вільї. Його товариші забарикадувалися на фазенді, очікуючи атаки військ. Вбивці Вільї ховались у пустелі, потім вони були схоплені, лише двоє отримали декількамісячні термін ув'язнення, інші були відправлені служити до армії.
Вважають, що наказ вбити Панчо віддав тодішній президент Мексики генерал Альваро Обрегон, хоча докази цього знайдені не були. Генерал не міг знову обійняти пост президента, тому хотів бачити на президентстві свого ставленика, через що включення Вільї у президентську гонку було не з руки для Обрегона. Хоча надалі говорили про те, що за вбивством Панчо стояла сім'я Хесуса Герера, з якою у Вільї були погані відносини. Була також версія, що влаштував вбивство Вільї член законодавчих зборів штату Хесус Салас Барраса, який був побитий до того Вільєю через жінку. Він начебто згодився вбити Панчо за 50 тисяч песо. Коли була зібрана сума у 100 тисяч песо від ворогів Вільї, Барраса організував замах. Він підкупив людину, яка мала вибігти і прокричати «Віва Вілья!» один раз, якби Панчо сидів на передньому сидінні автомашини, або два рази, якщо на задньому. Обрегон змушений був на вимогу народу затримати Барраса. Спочатку його засудили до 20 років позбавлення волі але вирок Баррасі був замінений на термін всього у три місяці, і врешті-решт Барраса став полковником у мексиканській армії. У листах губернатора Дюранго, Хесуса Кастро, є свідчення того, що Барраса погодився стати «цапом-відбувайлом». У змові проти Вільї взяв участь Фелікс Лара, командувач федеральними військами в Ідальго-дель-Парралі, який заплатив 50 000 песо щоб видалити солдатів і поліцейських з міста в день вбивства, і Мелітон Лозойя, колишній власник фазенди Вільї від кого Панчо вимагав викупити коштовності, які він привласнив собі. Начебто коли Барраса помер від інсульту в своєму будинку в Мехіко у 1951 році, його останніми словами були: «Я не вбивця. Я позбавити людство від монстра».
Після смерті Панчо його ім'я було наказано забути тодішньою владою, але надалі його статус народного національного героя відновили. 1926 року з його могили вкрали череп. Останки Панчо Вілья з великою шаною перепоховали 1976 року в Мехіко, у Монументі Революції. На перепохованні мала бути присутньою його удова Марія Лус Коррал, яка отримала одразу після його загибелі все майно Вільї, скоріше за все тому, що 1914 року відмовила Вілью від страти Обрегона і останній втрутився у процес заволодіння майном Панчо на користь Марії. Але врешті решт Марія не з'явилась на перепохованні.
Вільї встановили багато пам'ятників у Мексиці. Йому присвячено декілька художніх творів, більше 40 кінофільмів.

## Пам'ять

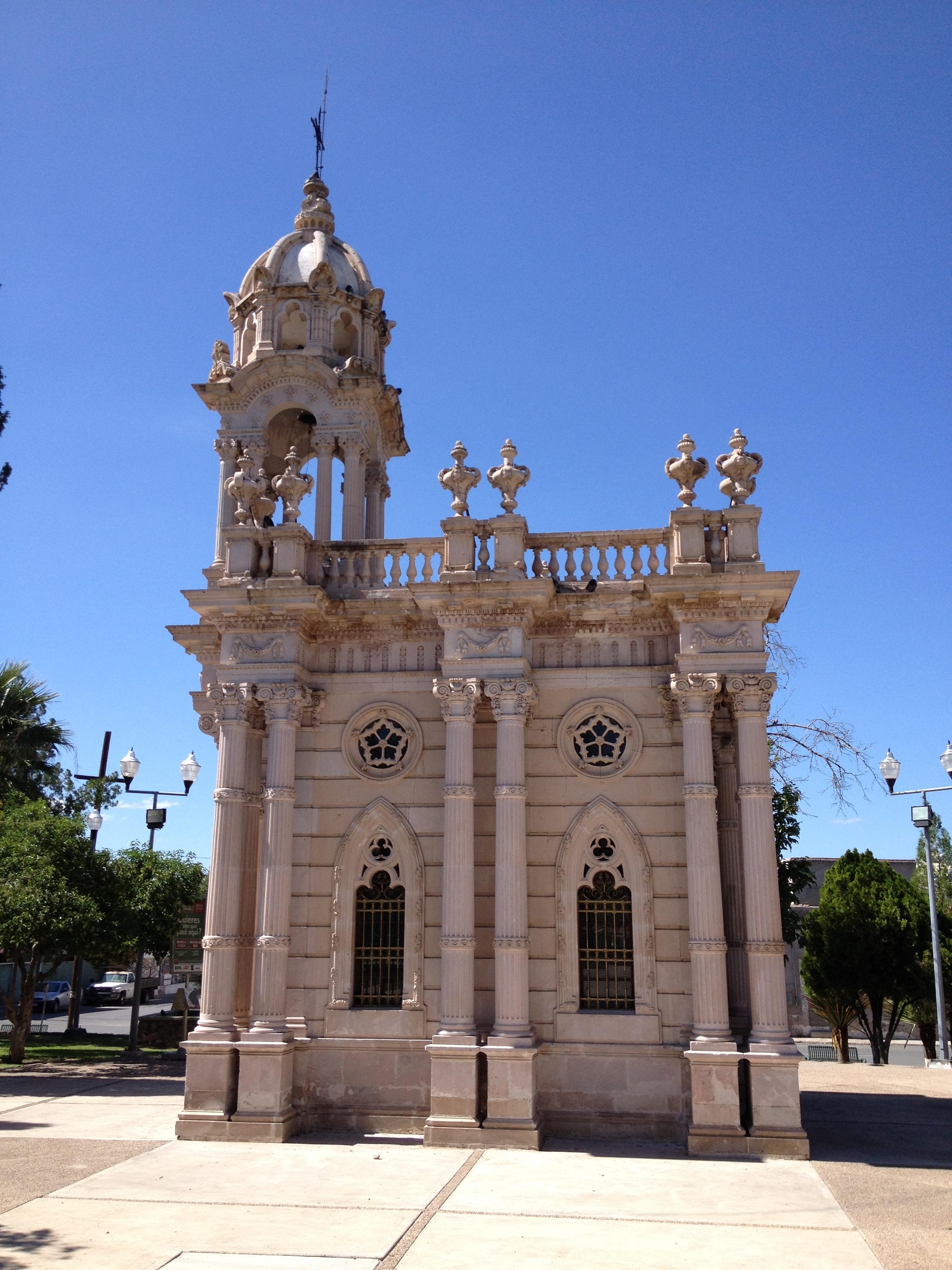
Мавзолей Панчо Вільї у місті Чіуауа
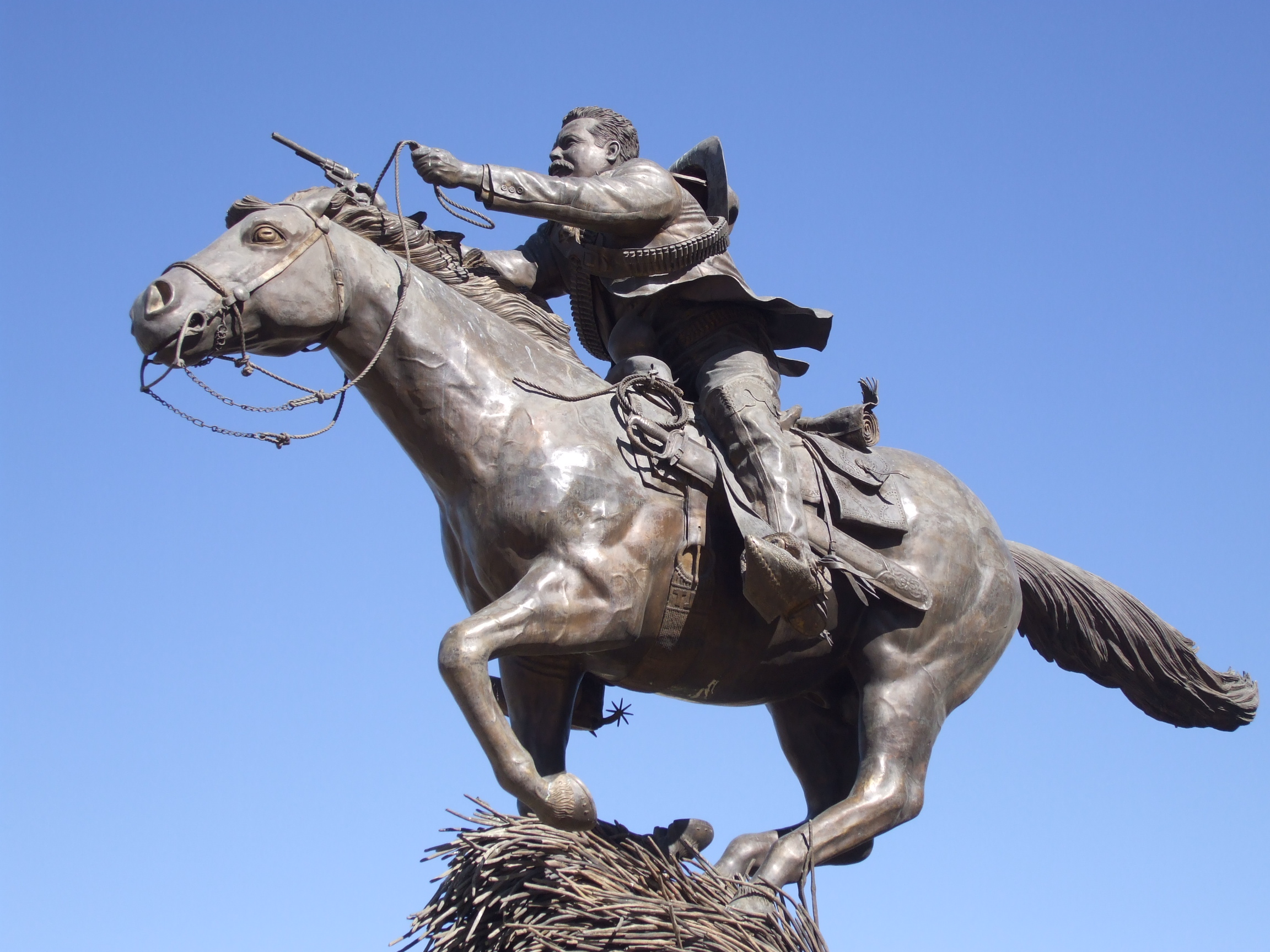
Статуя Панчо Вільї на коні в місті Чіуауа
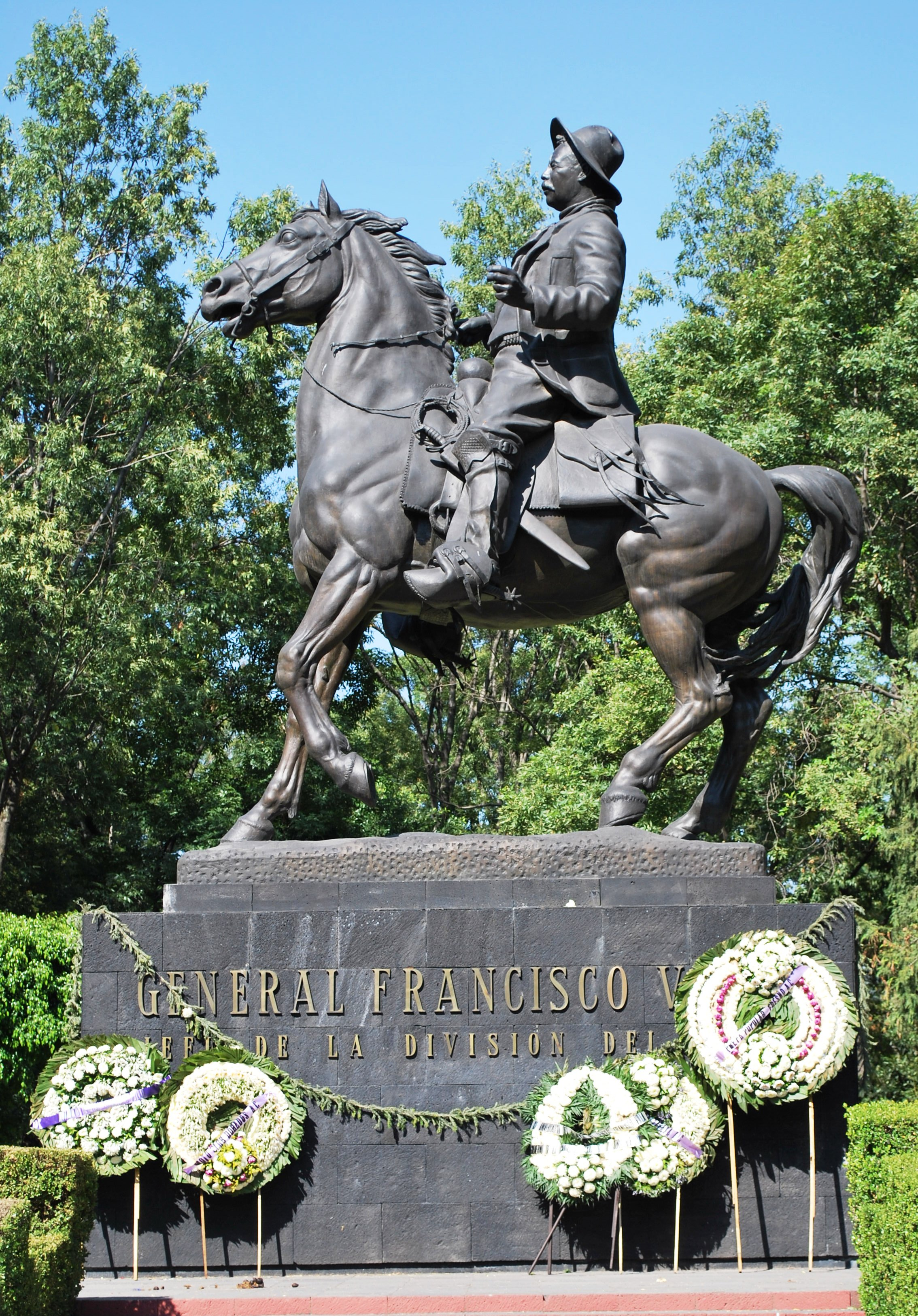
Пам'ятник Панчо Вільї в Мехіко
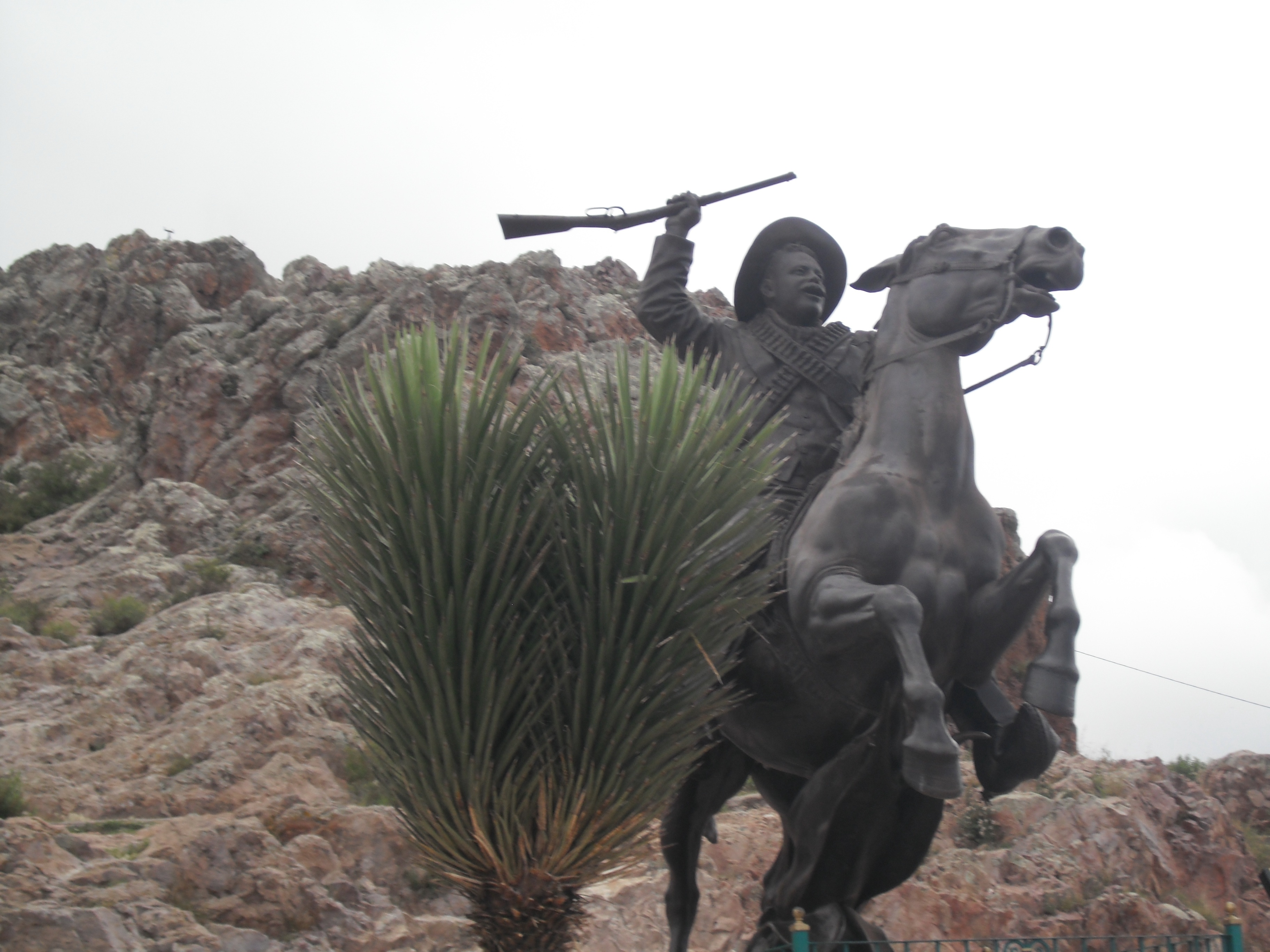
Пам'ятник Панчо Вільї у Закатекасі, Серра де ла Буффа

## Фільми
- «Вілья скаче» (англ. Villa Rides) — американський кінофільм 1968 року з Юлом Бріннером у головній ролі.[9]
- «Панчо Вілья» — британо-іспано-американський кінофільм 1972 року.[10]
- «У ролі Панчо Вілья він сам» (англ. And Starring Pancho Villa as Himself) — американський телевізійний фільм 2003 року з Антоніо Бандерасом у головній ролі Панчо Вільї.[11]